# Michel Rondet (syndicaliste)
Pour les articles homonymes, voir Michel Rondet.
Michel Rondet est un syndicaliste français, né le 17 août 1841 au Chambon-Feugerolles et mort le 21 septembre 1908 à Pont de l’Enceinte à Grazac, vers Yssingeaux (Haute-Loire). 

## Un militant syndicaliste et républicain
Il est né au lieu-dit la Mine, alors situé dans la commune du Chambon-Feugerolles. Issu d’une famille de mineurs, il épouse, le 28 mai 1862, à La Ricamarie, Françoise Peyron (Valbenoîte, 10 avril 1841 - Saint-Étienne, 30 janvier 1890), devideuse, vivant chez ses parents au lieu-dit le Brûlé. Cinq de leurs enfants naissent à La Ricamarie où il est mineur jusqu’en 1868. S’il fait baptiser ses trois premiers enfants, il prend ses distances avec l’Église devant la collusion du clergé avec la compagnie des Mines. Il est un des fondateurs de la Fraternelle (1866), société de prévoyance des ouvriers mineurs, dont il devient vice-président à 25 ans. La compagnie de Montrambert saisit le premier prétexte pour le licencier en janvier 1868. Il doit trouver un moyen d’existence et devient épicier à La Ricamarie. 
Au moment des élections législatives de 1869, il soutient Bertholon, candidat républicain contre Charpin-Feugerolles, qui a obtenu l’appui de la Fraternelle. Présent lors de la fusillade du Brûlé (16 juin 1869), il est dénoncé comme responsable de la tuerie, condamné à sept mois puis gracié. Appelé comme inspecteur de police à Saint-Étienne par le maire Pierre Boudarel le 20 septembre 1870, il est envoyé le 24 mars 1871 au club de la Vierge par le maire pour calmer les partisans de la Commune. Il ne participe pas aux événements du 25 mais est néanmoins incarcéré comme communard en mai puis libéré pour nourrir sa famille en juillet avant d’être condamné, par la cour de Riom, à cinq ans de prison le 5 décembre 1871. Il effectue sa peine à Landerneau (1872-1877) mais est transféré un temps à Sainte-Menehould pour avoir participé à une mutinerie : il y mûrit ses conceptions politiques.

## Une figure nationale
Il réussit à retrouver une place de mineur dans la Compagnie de Beaubrun (1877-1881) mais il est renvoyé une nouvelle fois pour action syndicale. Il est délégué par le syndicat des mineurs au congrès socialiste de Saint-Étienne (1881) et s’y fait remarquer : pour lui, l’organisation syndicale doit précéder l’avènement d’une société socialiste. Il est élu secrétaire général du syndicat des mineurs de la Loire le 23 décembre 1881 et se voit octroyer un salaire de 150 francs : permanent, il va s’imposer comme le trésorier et l’organisateur, en un mot, l’homme indispensable. Son action s’élargit sur le plan national au Congrès corporatif des mineurs (octobre 1883) qui voit la naissance de la Fédération nationale des Mineurs dont il va être le secrétaire fédéral pendant treize ans (1883-1896). Pragmatique, il défend une politique qui vise à améliorer concrètement la situation des mineurs et ne montre guère d’enthousiasme pour le Grand Soir ou la Grève générale. 
Lors des élections législatives de 1889, il soutient la candidature du maire de Saint-Étienne, Émile Girodet, contre les socialistes révolutionnaires et, en représailles, les syndicalistes les plus avancés réussissent à l’évincer du syndicat des mineurs de la Loire. Il joue un rôle de premier plan dans le combat pour la création des délégués mineurs, pour que les mineurs aient un délégué qui ait voix dans la définition des mesures de sécurité dans les mines, combat qui aboutit en 1890. Contesté chez lui, il reste apprécié à l’extérieur : il participe activement au Congrès de Lens (1895) qui décide de repousser le projet de grève générale et à divers congrès internationaux (Paris 1891, Bruxelles 1893, Berlin 1894).  Il a inspiré diverses lois :  sur les délégués mineurs votée en 1890 sur l’emploi des enfants dans les mines en 1892 et sur les caisses de secours et de retraites en 1894. Il rencontre notamment Jules Grévy et Casimir-Perier en 1893.
Il exerce diverses fonctions politiques locales : conseiller d’arrondissement (1883-1889), conseiller municipal de Saint-Étienne sous Girodet, directeur de la Caisse d’Épargne. Sa notoriété d’envergure nationale a suscité bien des jalousies à l’encontre du « pontife dédaigneux des mineurs » : ayant reçu une mention honorable comme sauveteur après la catastrophe du puits Chatelus (1er mars 1887), certains protestent et Rondet renvoie son diplôme au préfet demandant qu’on en fasse don aux accusateurs. Les socialistes révolutionnaires reprochent à ce républicain socialiste d’avoir été trop modéré, de refuser le collectivisme[réf. nécessaire]. 
Ses dernières années sont difficiles : il perd sa femme en 1890, ses enfants et la plus grande partie de ses ressources. Il est enterré en grande pompe le 23 septembre 1908 au cimetière du Crêt de Roch de Saint-Étienne. Une place avec une statue de bronze réalisée par Joseph Lamberton à La Ricamarie et une rue de Saint-Étienne perpétuent son nom.